# Thambetolepis
Thambetolepis – rodzaj kambryjskich zwierząt.
Została zaliczona do Sachitida przez Sepkoskiego (2002) i do Halwaxiida przez Conwaya Morrisa i Carona (2007).